# العلاقات التوفالية الشمال مقدونية
العلاقات التوفالية الشمال مقدونية هي العلاقات الثنائية التي تجمع بين توفالو وشمال مقدونيا.

## مقارنة بين البلدين
هذه مقارنة عامة ومرجعية للدولتين:
| وجه المقارنة                                              | توفالو                         | شمال مقدونيا                                               |
| --------------------------------------------------------- | ------------------------------ | ---------------------------------------------------------- |
| المساحة (كم2)                                             | 26                             | 25.71 ألف                                                  |
| عدد السكان (نسمة)                                         | 11.19 ألف                      | 2.08 مليون                                                 |
| الكثافة السكانية (ن./كم²)                                 | 43.04 ألف                      | 80.9                                                       |
| العاصمة                                                   | فونافوتي                       | إسكوبية                                                    |
| اللغة الرسمية                                             | اللغة التوفالوية، لغة إنجليزية | اللغة المقدونية، اللغة الألبانية                           |
| العملة                                                    | دولار توفالو                   | دينار مقدوني                                               |
| الناتج المحلي الإجمالي (بليون دولار)                      | 39.73 مليون                    | 11.34 مليار                                                |
| الناتج المحلي الإجمالي (تعادل القوة الشرائية) بليون دولار | 38.93 مليون                    | 29.26 مليار                                                |
| الناتج المحلي الإجمالي الاسمي للفرد دولار أمريكي          | 3.29 ألف                       | 4.85 ألف                                                   |
| الناتج المحلي الإجمالي للفرد دولار أمريكي                 | 3.77 ألف                       | 16.25 ألف                                                  |
| مؤشر التنمية البشرية                                      |                                | 0.747                                                      |
| رمز المكالمات الدولي                                      | +688                           | +389                                                       |
| رمز الإنترنت                                              | .tv                            | .mk                                                        |
| المنطقة الزمنية                                           | ت ع م+12:00                    | توقيت وسط أوروبا، ت ع م+01:00، ت ع م+02:00، أوروبا/سكوبيه ‏ |

## منظمات دولية مشتركة
يشترك البلدان في عضوية مجموعة من المنظمات الدولية، منها:
| علم المنظمة | اسم المنظمة                   | تاريخ انضمام توفالو | تاريخ انضمام شمال مقدونيا |
| ----------- | ----------------------------- | ------------------- | ------------------------- |
|             | الاتحاد الدولي للاتصالات      | 15 أغسطس 1996       | 4 مايو 1993               |
|             | مؤسسة التنمية الدولية         | 24 يونيو 2010       | 25 فبراير 1993            |
|             | يونسكو                        | 21 أكتوبر 1991      | 28 يونيو 1993             |
|             | منظمة حظر الأسلحة الكيميائية  | ?                   | ?                         |
|             | الأمم المتحدة                 | 5 سبتمبر 2000       | 8 أبريل 1993              |
|             | الاتحاد البريدي العالمي       | ?                   | ?                         |
|             | البنك الدولي للإنشاء والتعمير | 24 يونيو 2010       | 25 فبراير 1993            |